# 升庵桂湖
升庵桂湖、桂湖是一座位于中国四川省成都市北部新都区境内的园林，是四川园林中川西园林的代表作之一。桂湖倚新都城墙内侧而建，总面积46,600m²，其中水面16,000m²，园内现存建筑大多为清朝重建，但全园完整的保留了隋唐时期园林的山水格局，具有很高的艺术价值，是全国重点文物保护单位之一。升庵桂湖同时也因园内的桂花、荷花而闻名，也是中国重要的桂花及荷花观赏地。

## 历史
新都在汉代设县，在之前由古蜀国管辖。桂湖的形成是在三国蜀汉时期的公元222年，当时一个名叫卫常的人以修建水利方便灌溉为由开凿出了这个湖泊。隋朝开皇十八年（公元598年），新都县城迁于今天新都区中心，期间在此地取土筑新都县城墙而形成湖池，因此地位于县署之南，且设有驿亭，故得名“南亭”。初唐时期，在卢照邻等文人仕官的经营之下，南亭逐渐发展成为一处隶属于新都驿站的衙署园林和城市公共园林。卢照邻在他的《梓州南亭得池字》中描有对桂湖的描绘：“亭阁分危岫，楼台绕曲池。”南亭在宋朝被改名为“新都驿”，成为一处名胜，在当时城墙上建有供人赏玩的建筑。
明朝著名学者杨慎（号升庵）居于新都时，曾沿湖遍植桂树，并留有《桂湖曲送胡孝思》一诗，“新都驿”由此得此雅名。因明末清初之交战乱的影响，园内众多唐宋时期的建筑、桂树毁于兵燹，在清朝初年局势稳定后恢复了驿站，但同时又将驿站与桂湖分离，因此桂湖因资金和管理缺乏在在乾隆初年彻底干涸。嘉庆年间，在杨道南（1812年）、汪树涓（1832年）、张奉书（1839年）这几任县令的努力下奠定了如今桂湖样貌的基础，在恢复旧址下又有新的建设与发展，如修建了杨慎的祠堂、多个亭台楼阁并于1839在城墙上石刻了湖的全景图。桂湖也在这个时期逐渐演变成为以纪念杨升庵为主的先贤们的公共纪念性园林。清末的咸丰、宣统年间桂湖也仍有建设。
中華民国成立后的1926年成立桂湖公园事物所，桂湖在翌年成为桂湖公园。期间桂湖内安设了电灯等现代化事物并有了一些扩建。中华人民共和国成立后的初年桂湖面积有所扩大。在1959年10月建立杨升庵的纪念馆。
1961年7月13日公佈為四川省第二批歷史及革命文物保護單位。1980年7月7日重新公佈為四川省第一批文物保護單位。1996年11月20日公佈為第四批全國重點文物保護單位。